# Edmond Toupet des Vignes
Pour les articles homonymes, voir Toupet (homonymie) et Vignes.
Edmond Édouard Ernest Victor Toupet des Vignes (5 septembre 1816 - 21 juin 1882) est un homme politique français.

## Biographie
Il est né à Givet le 5 septembre 1816. Il fait ses études au collège Charlemagne. Il se prépare à l'École polytechnique, mais finalement ne se présente pas au concours, et revient dans sa ville natale. Il y est l'un des chefs de l'opposition libérale sous la monarchie de juillet.
À la révolution de 1848, il est nommé commandant de la garde nationale de Givet. Il est élu, lors des élections législatives françaises du 23 avril 1848, représentant des Ardennes à l'Assemblée constituante, le 5e sur 8, par 29 655 voix sur 72 152 votants et 85 403 inscrits. Il vote avec les républicains modérés. Il se prononce en particulier pour le bannissement de Louis-Philippe Ier et de sa famille en mai 1848, contre l'abolition de la peine de mort, contre l'amendement Grévy qui  s'oppose à l'élection du président de la République au suffrage universel, pour l'ensemble de la Constitution, contre la proposition Râteau, et contre l'expédition de Rome.
Il est réélu, le 13 mai 1849, aux élections législatives françaises de 1849, le 7e et dernier, par 21 092 voix sur 64 318 votants, et 89 708 inscrits). Il se montre hostile à la politique de Louis-Napoléon Bonaparte, devenu président de la République française. Mais il ne s'associe pas aux tentatives de résistance au Coup d'État du 2 décembre 1851, et préfère se retirer provisoirement de la vie politique. En 1863, il se présente aux élections législatives, comme candidat de l'opposition dans la 3e circonscription des Ardennes, et échoue contre le candidat soutenu par l'administration préfectorale, Prosper Joseph Sibuet.
La troisième République est proclamée en septembre 1870, à la suite du désastre du siège de Sedan et de la chute du Second Empire. Aux élections législatives françaises de 1871, il est élu député des Ardennes à l'Assemblée nationale, le 1er sur 6, par 44 711 voix sur 57 130 votants, et 90 265 inscrits. Il prend place au centre gauche. Il est nommé questeur le 25 février 1874. Il s'exprime pour la paix, pour l'abrogation des lois d'exil, contre le service de trois ans, contre la démission de Thiers, contre le septennat, contre le ministère de Broglie, pour l'amendement Wallon, et pour les lois constitutionnelles.
Le 30 janvier 1876, il devient sénateur des Ardennes, avec 439 voix sur 575 votants. Il prend de nouveau place au centre gauche. Il devient nommé questeur du Sénat. Il repousse la dissolution de la Chambre demandée, en juin 1877, par le ministère de Broglie, mais vote quelquefois avec les conservateurs. Il décède  en juin 1882, dans une de ses propriétés à proximité de Givet.
Il est inhumé à Givet.